# Willem van den Kerckhoven jr.

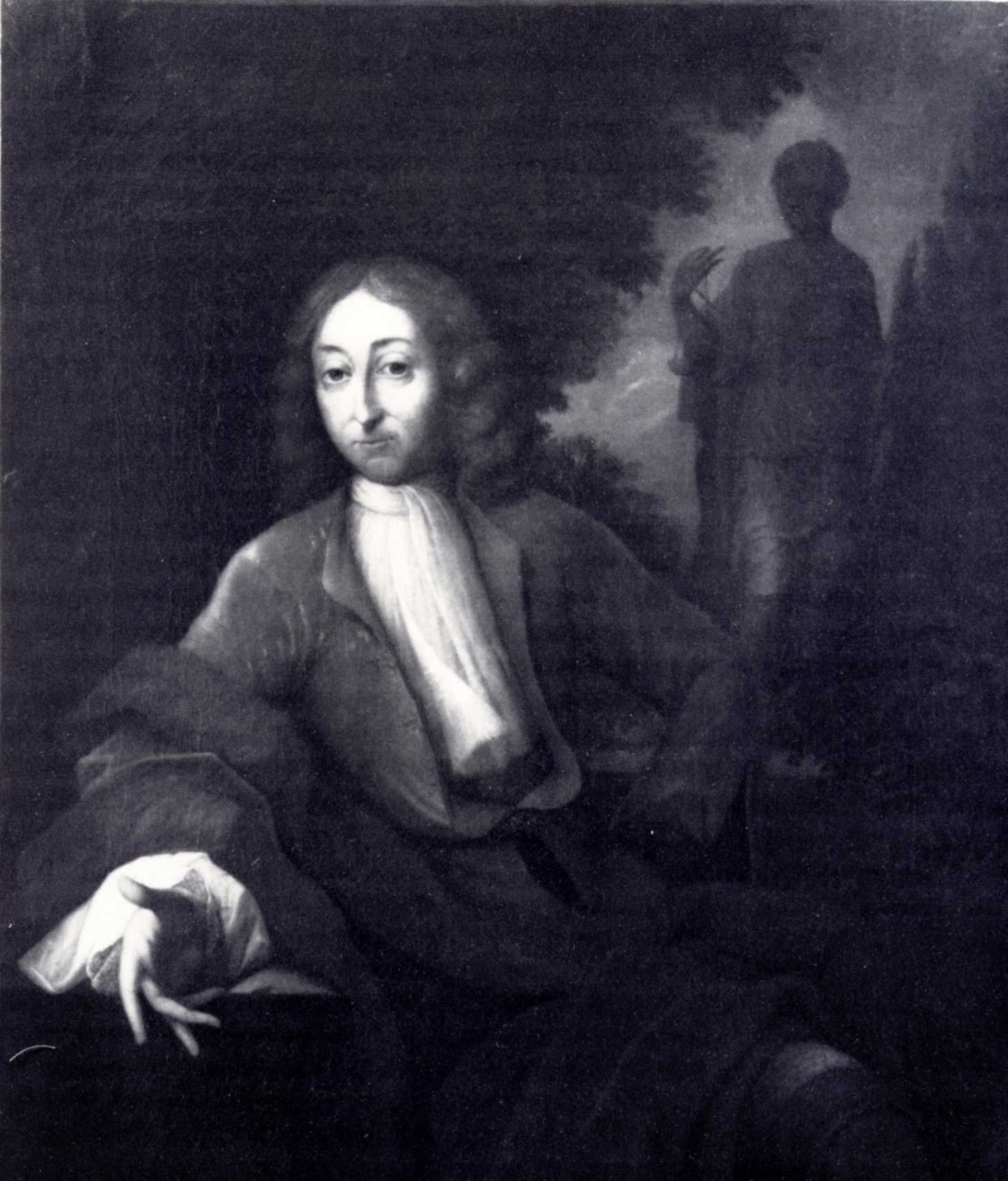
Willem van den Kerkckhoven

Willem van den Kerckhoven (Gouda, 20 december 1678 – aldaar, begraven 1 juni 1758) was burgemeester van Gouda.
Van den Kerckhoven, zoon van de Goudse regent Willem van den Kerckhoven en Emilia van der Graef, studeerde rechten aan de Universiteit van Utrecht en promoveerde aldaar in 1703.
Van den Kerckhoven werd in 1712 lid van de vroedschap. In de periode tussen 1712 en 1748 werd hij dertien keer benoemd tot burgemeester van Gouda. Ook was hij meerdere jaren baljuw (1732–1737) en vervulde hij tal van andere bestuurlijke functies in de stad. Van 1740 tot 1743 was hij lid van de Raad van State. Hij ontwikkelde zich tot een van de machtigste regenten van Gouda. Samen met een lid van een andere belangrijke regentenfamilie, Huijbert van Eijck, maakte hij de dienst uit in het bestuur van de stad. De meest lucratieve functies werden door hen aan hun familieleden toebedeeld.
Mede door toedoen van de baljuw Cornelis Gerard Moeringh werd hij in 1748 bij de wetsverzetting uit de vroedschap gezet en kwam er een einde aan zijn macht.
Willem van den Kerckhoven is ongehuwd gebleven.